# Forcipomyia colonus
Forcipomyia colonus är en tvåvingeart som beskrevs av Debenham 1987. Forcipomyia colonus ingår i släktet Forcipomyia och familjen svidknott. Inga underarter finns listade i Catalogue of Life.